# Amiota nigrescens
Amiota nigrescens är en tvåvingeart som beskrevs av Wheeler 1952. Amiota nigrescens ingår i släktet Amiota och familjen daggflugor. Inga underarter finns listade i Catalogue of Life.